# Bija
A Bija (oroszul: Бия; délaltaji nyelven Bij-szuu, jelentése: bij – 'úr'; szuu – 'víz') folyó Oroszország ázsiai részén, az Altaj köztársaságban és az  Altaji határterületen; az Ob jobb oldali forrásága.

## Földrajz
Hossza: 301 km, vízgyűjtő területe: 37 000 km², évi közepes vízhozama: 477 m³/sec (Bijszknél).
Az Altaj legnagyobb állóvíze, a Tyeleckoje-tó nyugati végéből, Artibas településnél ered. A Bija az egyetlen folyó, mely a tó vizét levezeti.
Kezdetben szűk völgyben folyik, medrében sok a zátony. A Lebegy folyó torkolatától völgye kiszélesedik. A Bija és a Katuny folyó összeömlésével keletkezik Nyugat-Szibéria legnagyobb folyama, az Ob.
A Bija alsó szakaszán november közepén, felső szakaszán november végén - december elején befagy. Az olvadás az alsó szakaszon április közepén, a felsőn április elején kezdődik, és a tavaszi árvíz hosszú ideig elhúzódik. Főként gleccserek vize, hóolvadék és esővíz táplálja.
Jelentősebb mellékfolyói a Lebegy és a Nyenya. A folyó Bijszkig rendszeresen, magas vízállás idején fölfelé körülbelül 200 km-ig hajózható.